# Liste der Kulturdenkmäler in Holler (Westerwald)
In der Liste der Kulturdenkmäler in Holler  sind alle Kulturdenkmäler der rheinland-pfälzischen Ortsgemeinde Holler aufgeführt. Grundlage ist die Denkmalliste des Landes Rheinland-Pfalz (Stand: 21. Dezember 2021).

## Einzeldenkmäler
| Bezeichnung                            | Lage                                         | Baujahr                  | Beschreibung                                                             | Bild                           |
| -------------------------------------- | -------------------------------------------- | ------------------------ | ------------------------------------------------------------------------ | ------------------------------ |
| Wohnhaus                               | Bergstraße 2/4 Lage                          | 17. oder 18. Jahrhundert | langgestrecktes Fachwerkhaus, teilweise massiv, 17. oder 18. Jahrhundert | Fotos hochladen                |
| Wohnhaus                               | Bergstraße 6 Lage                            | 18. Jahrhundert          | Fachwerkhaus, 18. Jahrhundert                                            | Fotos hochladen                |
| Gemeindehaus                           | Hauptstraße 5 Lage                           | 1848                     | ehemalige Schule; stattlicher Bau, Quarzit, 1848                         | Fotos hochladen                |
| Katholische Pfarrkirche St. Margaretha | Hauptstraße 7 Lage                           | 1756–59                  | Saalbau, 1756–59, im 19. Jahrhundert verlängert                          | weitere Bilder Fotos hochladen |
| Kriegerdenkmal                         | Hauptstraße, bei Nr. 7 auf dem Kirchhof Lage | 20. Jahrhundert          | Kriegerdenkmal 1914/18                                                   | Fotos hochladen                |
| Wohnhaus                               | Hauptstraße 14 Lage                          | 17. oder 18. Jahrhundert | Fachwerkhaus, 17. oder 18. Jahrhundert                                   | Fotos hochladen                |